# Đội tuyển bóng đá U-17 quốc gia Liechtenstein
Đội tuyển bóng đá U-17 quốc gia Liechtenstein là đội tuyển U-17 của Liechtenstein. Đội được quản lý bởi Hiệp hội bóng đá Liechtenstein.

## Đội hình hiện tại
- Đội hình dưới đây được triệu tập cho Vòng loại Giải Vô địch Bóng đá U-17 châu Âu 2023.[2]
- Ngày thi đấu: 24-30 tháng 10 năm 2022
- Đối thủ:  Bosna và Hercegovina,  Ukraina và  Azerbaijan
- Số liệu thống kê tính đến: 27 tháng 8 năm 2022, sau trận gặp  Gibraltar

| Số | VT | Cầu thủ            | Ngày sinh (tuổi)  | Trận | Bàn | Câu lạc bộ        |
| -- | -- | ------------------ | ----------------- | ---- | --- | ----------------- |
|    | TM | Lorin Beck         | 27 tháng 6, 2006  | 2    | 0   | USV Eschen/Mauren |
|    | TM | Lukas Heeb         | 7 tháng 6, 2006   | 0    | 0   | Balzers           |
|    | TM | Silvan Schädler    | 6 tháng 2, 2006   | 3    | 0   | Vaduz             |
|    |    |                    |                   |      |     |                   |
|    | HV | Yonas Abidi        | 18 tháng 12, 2006 | 6    | 0   | Vaduz             |
|    | HV | Marius Beck        | 13 tháng 12, 2006 | 7    | 0   | Triesenberg       |
|    | HV | Julian Keller      | 23 tháng 7, 2006  | 8    | 1   | Vaduz             |
|    | HV | Benjamin Konzett   | 1 tháng 7, 2007   | 5    | 0   | Triesen           |
|    | HV | Felix Oberwaditzer | 14 tháng 3, 2006  | 2    | 1   | AKA Vorarlberg    |
|    | HV | Matteo Ritter      | 8 tháng 3, 2007   | 4    | 0   | USV Eschen/Mauren |
|    | HV | Alessandro Wolf    | 10 tháng 2, 2006  | 6    | 0   | Vaduz             |
|    |    |                    |                   |      |     |                   |
|    | TV | Eros Carroccia     | 10 tháng 7, 2007  | 4    | 1   | Triesen           |
|    | TV | Juliano Cocetrone  | 1 tháng 9, 2006   | 2    | 0   | Wetzikon          |
|    | TV | Tobias Gassner     | 15 tháng 10, 2007 | 1    | 0   | Triesenberg       |
|    | TV | Leo Giorgetta      | 26 tháng 1, 2007  | 3    | 0   | Schaan            |
|    | TV | Noah Marxer        | 28 tháng 8, 2006  | 4    | 0   | USV Eschen/Mauren |
|    | TV | Noel Nigg          | 2 tháng 2, 2007   | 0    | 0   | Triesenberg       |
|    | TV | Jonas Weissenhofer | 25 tháng 7, 2006  | 8    | 0   | St. Gallen        |
|    |    |                    |                   |      |     |                   |
|    | TĐ | Florian Allgäuer   | 9 tháng 12, 2006  | 5    | 1   | Ruggell           |
|    | TĐ | Leonit Gavazaj     | 18 tháng 1, 2006  | 1    | 0   | Balzers           |
|    | TĐ | Felix Gritsch      | 20 tháng 7, 2006  | 8    | 0   | Schaan            |
|    | TĐ | Matthias Hoop      | 13 tháng 9, 2006  | 3    | 0   | Ruggell           |
|    | TĐ | Leonat Rizanaj     | 31 tháng 1, 2007  | 2    | 0   | Schaan            |
|    | TĐ | Mischa Schulz      | 10 tháng 10, 2007 | 3    | 0   | USV Eschen/Mauren |
|    | TĐ | Jonas Verling      | 24 tháng 6, 2007  | 2    | 0   | Vaduz             |